# كارلوس أراوخو
كارلوس لوسيانو أراوخو (بالإسبانية: Carlos Luciano Araujo)‏ (و. 1981  م) هو لاعب كرة القدم، من الأرجنتين، ولد في ميندوزا، يلعب كمُدَافِع.

## وصلات خارجية
- كارلوس أراوخو على موقع إي إس بي إن إف سي (الإنجليزية)
- كارلوس أراوخو على موقع قاعدة بيانات كرة القدم.إي يو (الإنجليزية)
- كارلوس أراوخو على موقع Soccerway.com (الإنجليزية)

- Carlos Araujo at BDFA.com.ar (بالإسبانية)
- Argentine Primera statistics at Fútbol XXI (بالإسبانية) [وصلة مكسورة]